# Mezon

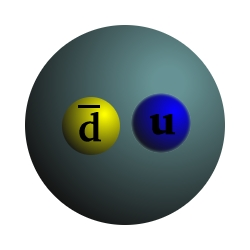
A pozitív pion

A 0^{-+} mezonnonett

Az 1^{- -} mezonnonett

A mezonok kvarkokból felépülő szubatomi részecskék, amelyek egész spinnel rendelkeznek. A mezonok a hadron részecskecsaládba tartoznak, és egyszerűen páros számú kvarkokból álló részecskéknek vannak definiálva. Alapesetben egy kvarkból és egy antikvarkból állnak – ezeket konvencionális, szabványos stb. mezonoknak nevezzük. Elvileg létezhetnek úgynevezett egzotikus mezonok, amelyek több kvark–antikvark-párból vagy gluonokból vagy kvark–antikvark-párból és gluonokból stb. állnak. Ilyenekre léteznek jelöltek, de megnyugtatóan még nem sikerült a létezésüket bizonyítani.

## Néhány mezon
A táblázatban Q az elektromos töltés elemi töltés egységekben, S a ritkaság, Y a hipertöltés, I az izospin, G a G-paritás, J a spin, P a paritás, C a töltésparitás. A töltésparitás töltött részecskékre nem értelmezhető, ezért esetükben nincs feltüntetve. A G-paritás csak 0 átlagtöltésű (Q=B=Y=0) izospinmultiplettekre van értelmezve.
| Részecske     | Részecske | kvarkok                                                               | tömeg·c² | átlagos élettartam      | Q   | S   | IG (JPC) | antirészecske |
| ------------- | --------- | --------------------------------------------------------------------- | -------- | ----------------------- | --- | --- | -------- | ------------- |
| pozitív pion  | π+        | {\displaystyle u{\bar {d}}}                                           | 139 MeV  | 2,6·10-8s               | + 1 | 0   | 1- (0-)  | negatív pion  |
| negatív pion  | π-        | {\displaystyle d{\bar {u}}}                                           | 139 MeV  | 2,6·10-8s               | - 1 | 0   | 1- (0-)  | pozitív pion  |
| semleges pion | π0        | {\displaystyle \mathrm {\frac {u{\bar {u}}-d{\bar {d}}}{\sqrt {2}}} } | 135 MeV  | 8,3·10-17s              | 0   | 0   | 1- (0-+) | semleges pion |
| pozitív kaon  | K+        | {\displaystyle u{\bar {s}}}                                           | 494 MeV  | 1,2·10-8s               | + 1 | + 1 | ½ (0-)   | negatív kaon  |
| negatív kaon  | K-        | {\displaystyle {\bar {u}}s}                                           | 494 MeV  | 1,2·10-8s               | - 1 | - 1 | ½ (0-)   | pozitív kaon  |
| semleges kaon | K0        | {\displaystyle d{\bar {s}}}                                           | 498 MeV  | 5,2·10-8s és 8,9·10-11s | 0   | + 1 | ½ (0-)   | antikaon      |
| antikaon      | K0        | {\displaystyle s{\bar {d}}}                                           | 498 MeV  | 5,2·10-8s és 8,9·10-11s | 0   | - 1 | ½ (0-)   | semleges kaon |
| J-Pszí        | J/Ψ       | {\displaystyle c{\bar {c}}}                                           | 3097 MeV | 0,8·10-20s              | 0   | 0   | 0- (1--) | J-Pszí        |
| üpszilon      | Υ         | {\displaystyle b{\bar {b}}}                                           | 9460 MeV | 1,3·10-20s              | 0   | 0   | 0- (1--) | üpszilon      |
| eta-null      | η0        | {\displaystyle \mathrm {\frac {u{\bar {u}}+d{\bar {d}}}{\sqrt {2}}} } | 547 MeV  | 10-22s                  | 0   | 0   | 1- (0-+) | eta-null      |

A semleges kaon és antikaon két különböző részecske két különböző élettartammal. Ezeket használták fel a CP-szimmetriasértés kimutatásához (Kísérlet 1964, fizikai Nobel-díj 1980).
A semleges pion, a J-Pszí, az eta-null és az üpszilon saját maga antirészecskéje.